# Unikino
Als Unikinos werden Filmclubs an Hochschulen bezeichnet. Weitere geläufige Begriffe sind: Campus-Kino, Hochschulkino und Studentenkino. Ehrenamtliche Mitarbeiter organisieren auf dem Campus Filmvorführungen und leisten so einen Beitrag zum kulturellen Angebot der jeweiligen Universität, TU oder FH.

## Geschichte und Organisation
Die ersten organisierten  Filmclubs in der BRD wurden nach 1945 von den Besatzungsmächten ins Leben gerufen. Ziel war die Demokratisierung Deutschlands. Mit dem Rückzug der Alliierten 1949 wurden in der BRD viele Filmclubs zu gemeinnützigen Vereinen oder suchten sich eine Bildungs- oder Kultureinrichtung als Träger. Auch in der DDR, wo die Filmclubbewegung später als in der BRD aufgekommen war, mussten sich die Filmclubbetreiber einen Träger suchen, da autonome Vereinsgründungen im SED-Staat nicht ohne Weiteres möglich waren. Dies sind die Gründe, warum sich in beiden Teilen Deutschlands damals viele Filmclubs im Umfeld von Universitäten ansiedelten. Auch heute existieren die aktiven Filmclubs vor allem als kulturelle Einrichtung der Hochschulen. Das Prinzip der ehrenamtlich organisierten Filmvorführungen fand schnell Anhänger und so entstand in den 50er Jahren sowohl in der BRD als auch in der DDR eine Filmclubbewegung, welche sich durch einen raschen Anstieg der Anzahl der Filmclubs auszeichnete. Unikinos an deutschen Hochschulen entwickelten sich vor allem während dieser Blütezeit der Filmclubbewegung. Eines der ältesten Unikinos ist die Pupille e.V. in Frankfurt am Main, das am 12. November 1951 als Filmstudio ins Leben gerufen wurde. Drei Jahre später gründeten sich der Filmkreis an der TU Darmstadt sowie der akademische Filmkreis des KIT Karlsruhe. Der aka-Filmclub der Albert-Ludwigs-Universität Freiburg in der BRD und der Hochschulfilmclub der TH Ilmenau in der DDR zählen ebenso zu den ältesten Unikinos. Beide haben 1957 ihren Spielbetrieb aufgenommen.
Das Ende der Filmclubbewegung in Deutschland erfolgte durch die Auflösung des Verbandes der deutschen Filmclubs am 31. Dezember 1970. Dieser Dachverband war gegründet worden, um die Arbeit der Filmclubs zu koordinieren und die Interessen der Filmclubbetreiber zu vertreten. Als Gründe für die Auflösung des Verbandes gelten die Ausbreitung des Fernsehens in den Haushalten sowie das Fehlen eines zentralen Filmarchivs. An die Stelle des ohne staatlichen Einfluss organisierten Verbandes sind heute zwei Bundesverbände getreten: Zum einen der Bundesverband kommunale Filmarbeit, dem u. a. die Pupille e.V., der Filmkreis der TU Darmstadt, das AStA Kino Konstanz und der aka Filmclub Freiburg e.V. angehören, zum anderen der Bundesverband für studentische Kulturarbeit, welchem unter anderem das Studio für Filmkunst der TU Braunschweig und das AFK Filmstudio der Uni Karlsruhe angehören.
Die Unikinos selbst werden heute generell durch ehrenamtliches Engagement der Studierenden organisiert. Viele sind als Verein eingetragen, andere sind als studentische Gruppe organisiert und werden teilweise durch den AStA unterstützt. Laut einer Studie der Filmförderungsanstalt (FFA) von 2008 zählen Unikinos zu den Kino-Sonderformen. Diese Sonderformen, zu denen z. B. auch Wander- oder kommunale Kinos gehören, machen zusammen etwa 12 % der Kinosäle in Deutschland aus. Unikinos werden dabei mit Kinos in Schulen und Kliniken zusammengefasst. Trotz einem zahlenmäßigen Rückgang im Jahre 2008 im Vergleich zum Vorjahr stiegen die Besucherzahlen und der Umsatz der Uni-, Schul- und Klinik-Kinos im selben Jahr um etwa 10 % an.

## Programmstruktur
Anders als in kommerziellen Kinos werden die Filme in Unikinos oft nur einmal gezeigt. Die Filmvorführungen bekommen so den Charakter einer exklusiven Veranstaltung. Das typische Unikinoprogramm umfasst sowohl Mainstream-Filme als auch Arthouse-Produktionen und Filmkunst. Einige Unikinos zeigen Retrospektiven, bei denen Gastredner zu Wort kommen. Andere Veranstalter bieten ihren Zuschauern redaktionell vorbereitete Themenabende, manchmal auch in Zusammenarbeit mit anderen studentischen Initiativen.
Um eine größtmögliche Authentizität zu gewährleisten, werden viele Filme in Originalsprache mit Untertiteln gezeigt.
Eine Abrundung des Programms können Vorfilme vor den eigentlichen Hauptfilmen darstellen. Oftmals handelt es sich dabei um Regiearbeiten von Studierenden aus Filmhochschulen, somit haben die Vorfilme  einen „Von Studenten – für Studenten“-Charakter.

## Finanzierung
Eine Eintrittskarte für eine Vorstellung im Unikino kostet meist deutlich weniger als der Eintritt in privat betriebenen Kinos. Dies ist möglich, weil sich die Macher der Unikinos in der Regel ehrenamtlich engagieren. Die Räumlichkeiten und Technik werden meist von den Universitäten zur Verfügung gestellt. Teilweise subventioniert der jeweilige AStA den Kinobetrieb.